# Liste der Monuments historiques in Godoncourt
Die Liste der Monuments historiques in Godoncourt führt die Monuments historiques in der französischen Gemeinde Godoncourt auf.

## Liste der Immobilien
| Bezeichnung    | Beschreibung           | Standort               | Kennzeichnung | Schutzstatus | Datum | Bild           |
| -------------- | ---------------------- | ---------------------- | ------------- | ------------ | ----- | -------------- |
| Kirche St-Remy | ab dem 13. Jahrhundert | Rue de l’Église (Lage) | PA00107178    | Classé       | 1907  | weitere Bilder |

## Liste der Objekte
| Bezeichnung                           | Beschreibung | Standort                        | Kennzeichnung | Schutzstatus | Datum | Bild |
| ------------------------------------- | --- | ------------------------------- | ------------- | ------------ | ----- | ---- |
| Hauptaltar                            | Altartisch, Tabernakel, Exposition, Retabel und sechs Altarleuchter; Holz, farbig gefasst und vergoldet, 1776                                                       | in der Kirche St-Remy (Lage)    | PM88000409    | Classé       | 1968  |      |
| Erinnerungstafel an eine Messstiftung | Kalkstein, 1720 | in der Kirche St-Remy (Lage)    | PM88001478    | Inscrit      | 2007  |      |
| Kanzel                                | Holz, 18. Jahrhundert | in der Kirche St-Remy (Lage)    | PM88000413    | Classé       | 1980  |      |
| Skulptur Heiliger Remigius (1)        | Stein, farbig gefasst, 16. Jahrhundert | in der Kirche St-Remy (Lage)    | PM88001477    | Inscrit      | 2007  |      |
| Pietà                                 | mit Skulpturennische; Kalkstein, um 1600 | in der Kirche St-Remy (Lage)    | PM88001476    | Inscrit      | 2007  |      |
| Kruzifix                              | Holz, farbig gefasst, 18. Jahrhundert | in der Kirche St-Remy (Lage)    | PM88001475    | Inscrit      | 1980  |      |
| Skulptur Heilige Anna                 | Holz, farbig gefasst, 18. Jahrhundert | in der Kirche St-Remy (Lage)    | PM88000408    | Classé       | 1968  |      |
| Linker Seitenaltar                    | Holz, farbig gefasst und vergoldet, 1746 | in der Kirche St-Remy (Lage)    | PM88000412    | Classé       | 1980  |      |
| Weihrauchfass                         | Kupfer, versilbert, Ende des 16. Jahrhunderts | in der Kirche St-Remy (Lage)    | PM88000406    | Classé       | 1947  |      |
| Skulptur Heiliger Remigius (2)        | Holz, farbig gefasst, Anfang des 19. Jahrhunderts | in der Kirche St-Remy (Lage)    | PM88000407    | Classé       | 1968  |      |
| Retabel                               | mit Szenen aus dem Leben der heiligen Anna; Stein, farbig gefasst, Anfang des 16. Jahrhunderts; heute im Musée départemental d’Art ancien et contemporain in Épinal | in der Ermitage Ste-Anne (Lage) | PM88000410    | Classé       | 1927  |      |
| Rechter Seitenaltar                   | Holz, farbig gefasst und vergoldet, 1746 | in der Kirche St-Remy (Lage)    | PM88000411    | Classé       | 1980  |      |